# Estadio de Yaruquíes
El Estadio de Yaruquíes es un estadio multiusos. Está ubicado en la parroquia Yaruquíes de la ciudad de Riobamba, provincia de Chimborazo. Fue inaugurado en el año 2006. Es usado para la práctica del fútbol, Tiene capacidad para 1000 espectadores.
Desempeña un importante papel en el fútbol local, ya que los clubes riobambeños como el Newell's Old Boys y Penipe Sporting Club hacen o hacían de local en este escenario deportivo, que participan en el Campeonato Provincial de Segunda Categoría de Chimborazo.
El estadio es sede de distintos eventos deportivos a nivel local, ya que también es usado para los campeonatos escolares de fútbol que se desarrollan en la ciudad en las distintas categorías, también puede ser usado para campeonatos barriales de fútbol.
- Datos: Q16303217